# Carl Blegen
Carl William Blegen, né à Minneapolis le 27 janvier 1887 et mort à Athènes le 24 août 1971, est un archéologue et préhistorien américain, spécialiste de la Grèce néolithique et mycénienne. Membre de l'École américaine d'études classiques à Athènes, il a été le directeur des recherches archéologiques de Corinthe, dont il a attesté l'occupation dès le Néolithique. Par ses travaux de Korakou, il est devenu un spécialiste du Néolithique grec.

## Formation
Carl Blegen fait ses études à l'université du Minnesota (1904) puis à l'université Yale (1907).

## Carrière
Secrétaire de l’École américaine (1912-1920), qu'il dirige en 1926-1927 et en 1948-1949, Carl Blegen enseigne à l'université de Cincinnati de 1927 à sa retraite en 1957 comme professeur d'archéologie classique. De 1949 à 1971, il assure les cours d'archéologie de l’École américaine ainsi qu'au musée national archéologique d'Athènes.

## Travaux
Carl Blegen fait de nombreuses fouilles en Grèce : Phlionte (1925), Némée et Agiorgítika (avec George Mylonas) (1925-1928), Prósymna (1925-1928) et, en 1932, soutenu par l'université de Cincinnati, reprend les fouilles de Troie après Heinrich Schliemann et Wilhelm Dörpfeld et en poursuit l'exploration jusqu'en 1938. Il rattache la destruction de Troie VI à un tremblement de terre et identifie la cité homérique avec Troie VII, qu'il date vers 1300-1260.
Directeur avec Konstantínos Kourouniótis du service archéologique grec (1939-1967), il fouille le palais de Nestor à Pýlos en 1939 et découvre les premières tablettes en linéaire B trouvées en Grèce. Après la mise au jour de cinq tombes à Tholos avant la Seconde Guerre mondiale qui confirment l'importance du lieu, ses travaux, qui continuent de 1952 à 1964, confirment l'existence d'un très vaste palais mycénien. La plupart des vestiges archéologiques qu'il a découverts sont conservés au musée archéologique de Chóra, près de Pylos, ainsi qu'au musée national archéologique d'Athènes.
Carl Blegen décède à Athènes, en Grèce, le 24 août 1971, à l'âge de 84 ans. Il est enterré dans le carré protestant du premier cimetière d'Athènes, avec son épouse Elizabeth Pierce Blegen. Il a légué une grande partie de ses documents à l'École américaine d'études classiques à Athènes.

## Publications
- Corinth in Prehistoric Times, in American Journal of Archaeology, no 24, 1920, p.1-274
- Korakou, a Prehistoric Settlement near Corinth, 1921
- Prosymna: the Helladic settlement preceding the Argive Heraeum, 2 vol., 1932-1938
- The Palace of Nestor, 3 vol., 1966-1973
- Troy and the Trojans, 1963